# Unione Sportiva Fiumana 1939-1940
Questa voce raccoglie le informazioni riguardanti l'Unione Sportiva Fiumana nelle competizioni ufficiali della stagione 1939-1940.

## Rosa
| N. |                   | Ruolo | Calciatore         |
| -- | ----------------- | ----- | ------------------ |
|    | Italia (bandiera) | C     | Pompeo Bertok      |
|    | Italia (bandiera) | C     | Virgilio Cavalieri |
|    | Italia (bandiera) | P     | Tullio Dapretto    |
|    | Italia (bandiera) | A     | Rodolfo Kregar     |
|    | Italia (bandiera) | A     | Nicola Leone       |
|    | Italia (bandiera) | A     | Alceo Lipizer      |
|    | Italia (bandiera) | C     | Ervino Loik        |
|    | Italia (bandiera) | D     | Giovanni Maras     |

| N. |                   | Ruolo | Calciatore        |
| -- | ----------------- | ----- | ----------------- |
|    | Italia (bandiera) | P     | Alfredo Otmarich  |
|    | Italia (bandiera) | A     | Bruno Quaresima   |
|    | Italia (bandiera) | D     | Angelo Santin     |
|    | Italia (bandiera) | C     | Carlo Sepich      |
|    | Italia (bandiera) | D     | Olindo Serdoz     |
|    | Italia (bandiera) | D     | Vladimiro Tiblias |
|    | Italia (bandiera) | C     | Nicolò Ulrich     |
|    | Italia (bandiera) | A     | Rodolfo Volk      |

## Risultati

### Serie C

#### Girone A

##### Girone di andata
| Fiume 24 settembre 1939 1ª giornata | Fiumana | 3 – 0 | Treviso |  |

| Mestre 1 ottobre 1939 2ª giornata | Mestre | 2 – 1 referto | Fiumana | \| Arbitro: \| Marini \| |
| Arbitro:                          | Marini |               |         |                          |

| 8 ottobre 1939 3ª giornata | Fiumana | – N.D. | Giovinezza Sacile |  |

| Valdagno 15 ottobre 1939 4ª giornata | Marzotto Valdagno | 0 – 1 | Fiumana |  |

| Isola d'Istria 22 ottobre 1939 5ª giornata | Ampelea | 2 – 1 | Fiumana |  |

| Fiume 29 ottobre 1939 6ª giornata | Fiumana | 1 – 2 | CRDA Monfalcone |  |

| Trieste 5 novembre 1939 7ª giornata | Ponziana | 1 – 0 | Fiumana |  |

| Fiume 19 novembre 1939 8ª giornata | Fiumana | 7 – 0 | Pro Gorizia |  |

| Rovigo 3 dicembre 1939 9ª giornata | Rovigo | 5 – 2 | Fiumana |  |

| Fiume 10 dicembre 1939 10ª giornata | Fiumana | 1 – 0 | Pordenone |  |

| Schio 17 dicembre 1939 11ª giornata | Schio | 1 – 3 | Fiumana |  |

| Arbitro: | Ghetti |

|  |           |            |
|  | Marcatori | 55’ Chiesa |

| San Donà 7 gennaio 1940 13ª giornata | San Donà | 1 – 1 | Fiumana |  |

| Fiume 14 gennaio 1940 14ª giornata | Fiumana | 2 – 0 | Grion Pola |  |

| 21 gennaio 1940 15ª giornata |  | – Turno di riposo |  |  |

##### Girone di ritorno
| Arbitro: | Moradei |

|           |           |  |
| Zilli 59’ | Marcatori |  |

| Fiume 4 febbraio 1940 17ª giornata | Fiumana | 3 – 1 | Mestre |  |

| 11 febbraio 1940 18ª giornata | Giovinezza Sacile | – N.D. | Fiumana |  |

| Fiume 18 febbraio 1940 19ª giornata | Fiumana | 1 – 3 | Marzotto Valdagno |  |

| Fiume 25 febbraio 1940 20ª giornata | Fiumana | 1 – 1 | Ampelea |  |

| Arbitro: | Capitanio |

|                                     |           |                          |
| Calligaris 9’ Cergoli 22’, 25’, 70’ | Marcatori | 24’ Sepich 81’ Cavalieri |

| Fiume 17 marzo 1940 22ª giornata | Fiumana | 5 – 0 | Ponziana |  |

| Arbitro: | Leoni |

|  |           |               |
|  | Marcatori | 84’ Quaresima |

| Arbitro: | Clementi |

|          |           |                        |
| Volk 12’ | Marcatori | 68’ Varoli 79’ Lanzone |

| Pordenone 7 aprile 1940 25ª giornata                               | Pordenone | 0 – 4 referto                    | Fiumana |  |
| \| \| \| \| \| \| Marcatori \| 35’ Volk 45’, 73’, 88’ Quaresima \| |           |                                  |         |  |
|                                                                    |           |                                  |         |  |
|                                                                    | Marcatori | 35’ Volk 45’, 73’, 88’ Quaresima |         |  |

| Arbitro: | De Clemente |

|                      |           |                     |
| Volk 48’, 65’ (rig.) | Marcatori | 63’ (rig.) Cortiana |

| Arbitro: | Creppi |

|                                      |           |  |
| Chiesa Marchetti ?’, 53’ (rig.), 87’ | Marcatori |  |

| Arbitro: | Cappelli |

|                                           |           |  |
| Quaresima 6’, 77’, 81’ Leone 10’ Volk 19’ | Marcatori |  |

| Arbitro: | Tiberio |

|  |           |                      |
|  | Marcatori | 50’, 56’ (rig.) Volk |

| 26 maggio 1940 30ª giornata |  | – Turno di riposo |  |  |

### Coppa Italia
| Fiume 3 settembre 1939 Turno preliminare | Fiumana | 6 – 0 | Ampelea |  |

| Fiume 10 settembre 1939 Primo turno | Fiumana | 4 – 0 | Ponziana |  |

| Fiume 17 settembre 1939 Secondo turno | Fiumana | 4 – 0 | San Donà |  |

| Fiume 12 novembre 1939 Terzo turno | Fiumana | 1 – 0 | Verona |  |

| Fiume 28 dicembre 1939 Sedicesimi di finale | Fiumana | 0 – 0 (d.t.s.) | Liguria |  |

| Genova 4 gennaio 1940 Sedicesimi di finale (ripetizione) | Liguria | 4 – 2 | Fiumana |  |